# Ulica Marynarki Polskiej w Gdańsku
Ulica Marynarki Polskiej (niem. Paul-Beneke-Weg) – jedna z dłuższych ulic w północnym Gdańsku. Przebiega przez dzielnice Młyniska i Letnica, prowadząc do Nowego Portu, który jako jedyna łączy bezpośrednio z centrum. Prowadzi przez Oliwskie Łąki. Wzdłuż ulicy rozciąga się głównie zabudowa przemysłowa i handlowo-usługowa. Stanowi część drogi krajowej nr 91.

## Komunikacja
Ulica przebiega przez Węzeł Kliniczna, który jest ważnym węzłem komunikacyjnym północnego Gdańska. Na całej długości ulicy biegną szyny tramwajowe, po których kursują tramwaje linii 7 i 10. Ulicą przebiegają trasy autobusów linii 158, 258, 283, N12. Znaczenie ulicy zwiększyło się po zakończeniu budowy stadionu Stadionu Energa Gdańsk. Po zlikwidowaniu linii Szybkiej Kolei Miejskiej do Nowego Portu, ulica Marynarki Polskiej jest w tej chwili najdogodniejszym połączeniem Letnicy z centrum i południem Gdańska.

## Historia
Ulica z linią tramwajową została zbudowana w 1929 r. Dwutorowa linia tramwaju została umieszczona między jezdniami. Po otwarciu nowej trasy tramwaju, została zlikwidowana dotychczasowa trasa wzdłuż ul. Wiślnej i nabrzeża portowego (obok Dworca Wiślanego).
W czasie II wojny światowej przy ul. Marynarki Polskiej mieścił się niemiecki obóz Gemeinschaftslager Schichau Lager.
7 listopada 1954 roku, w 37. rocznicę rewolucji październikowej, został otwarty w Nowym Porcie Morski Dom Kultury z kinem.

## Obiekty
- Dawny Morski Dom Kultury, mieszczący m.in. Wydział Studiów Społecznych w Gdańsku Wyższej Szkoły Bezpieczeństwa w Poznaniu
- Lidl
- Kościół Najświętszej Maryi Panny Matki Kościoła i św. Katarzyny Szwedzkiej
- Węzeł Kliniczna
- Stadion piłkarski Polonia Gdańsk
- Stocznia Północna

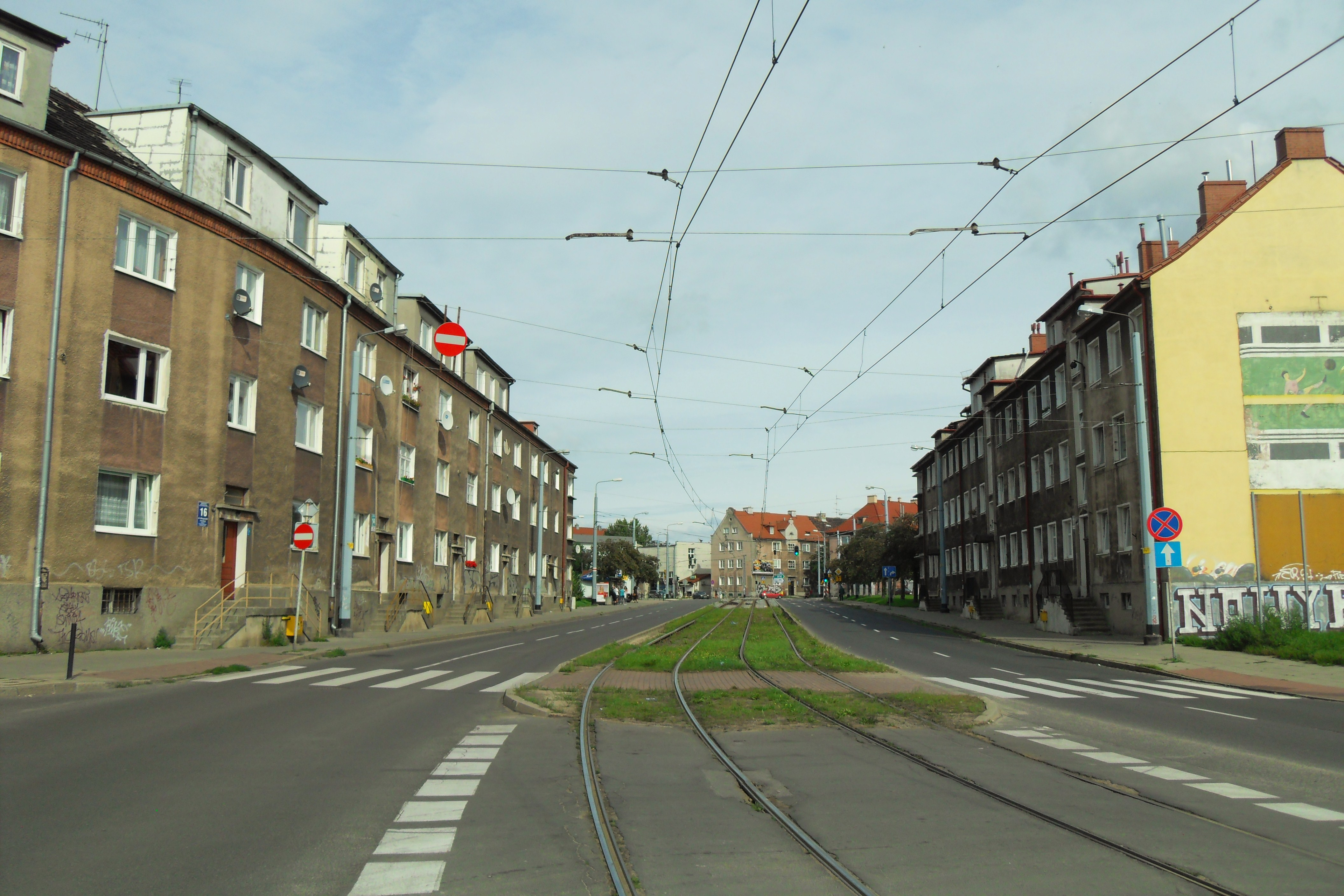
Ul. Marynarki Polskiej w Nowym Porcie
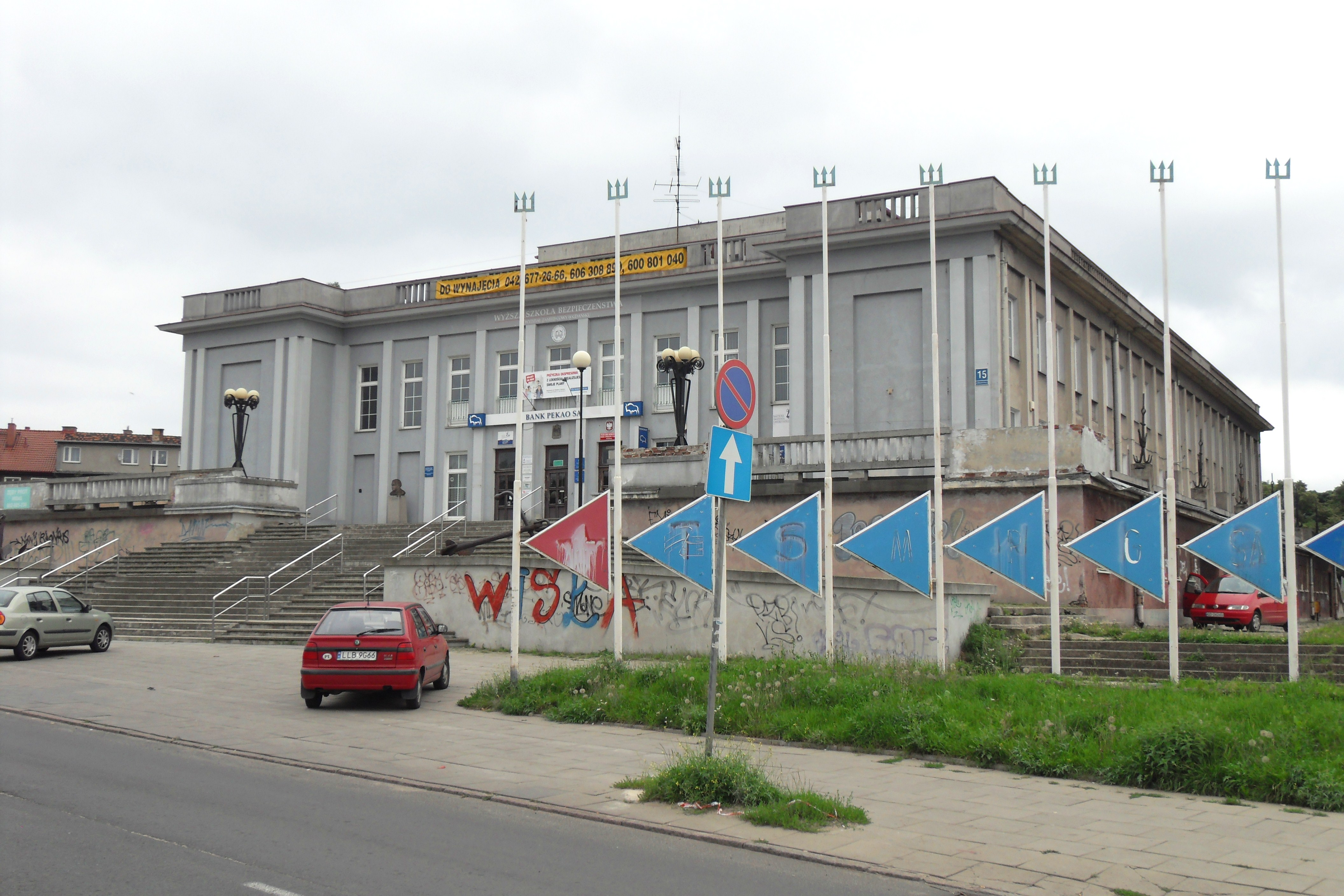
Dawny Morski Dom Kultury
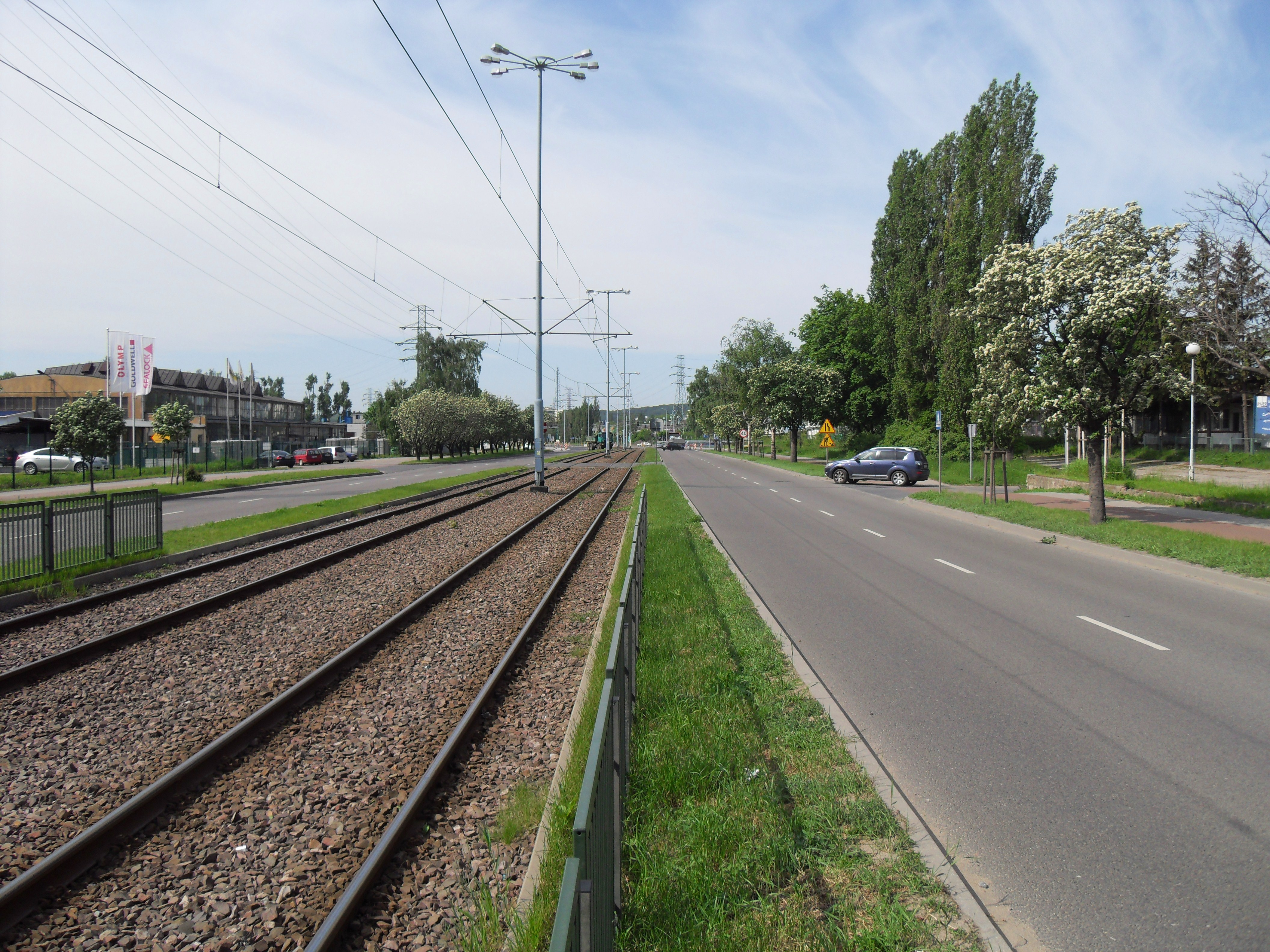
Ul. Marynarki Polskiej w Letnicy
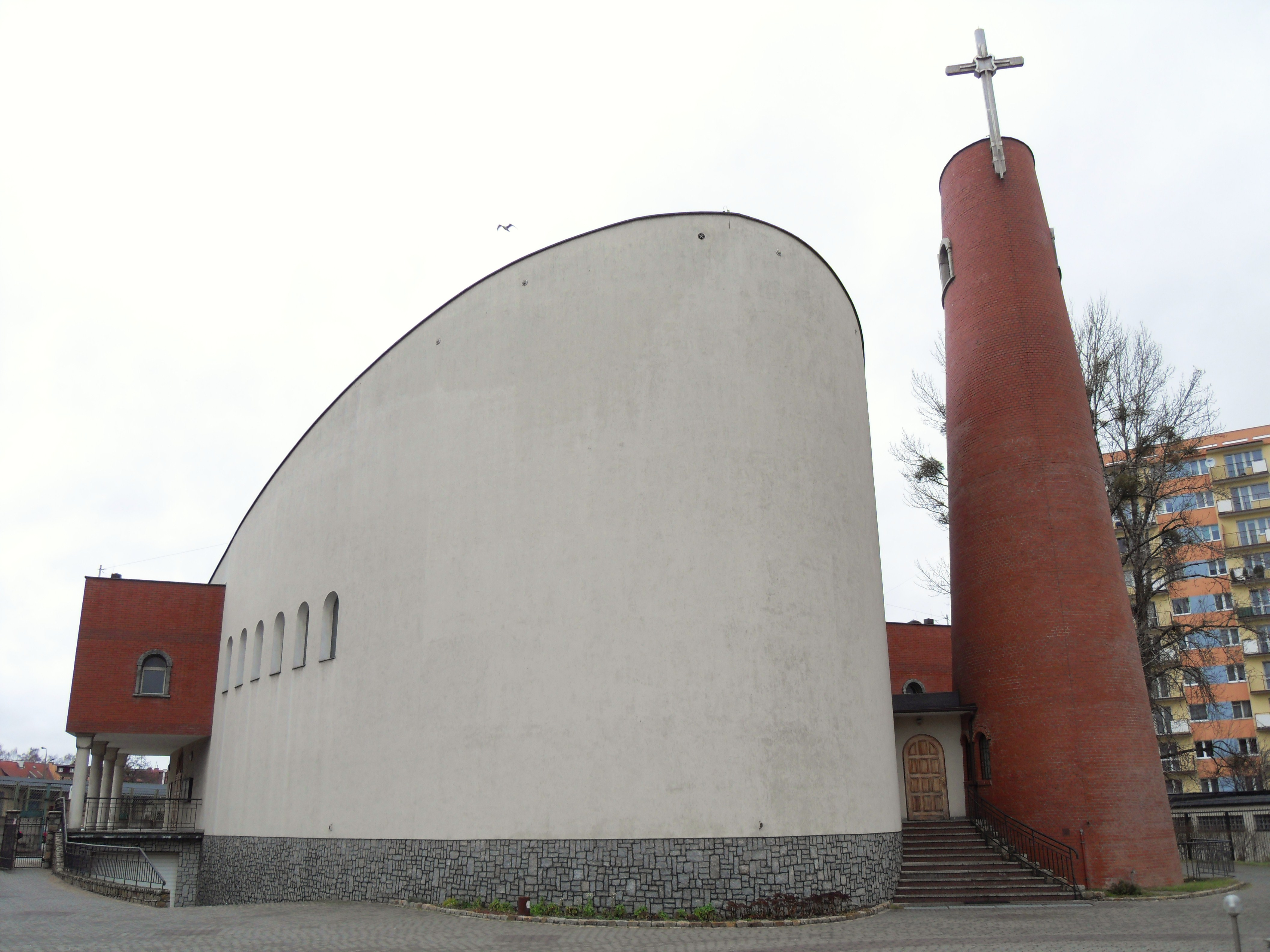
Kościół NMP Matki Kościoła i św. Katarzyny Szwedzkiej w Młyniskach
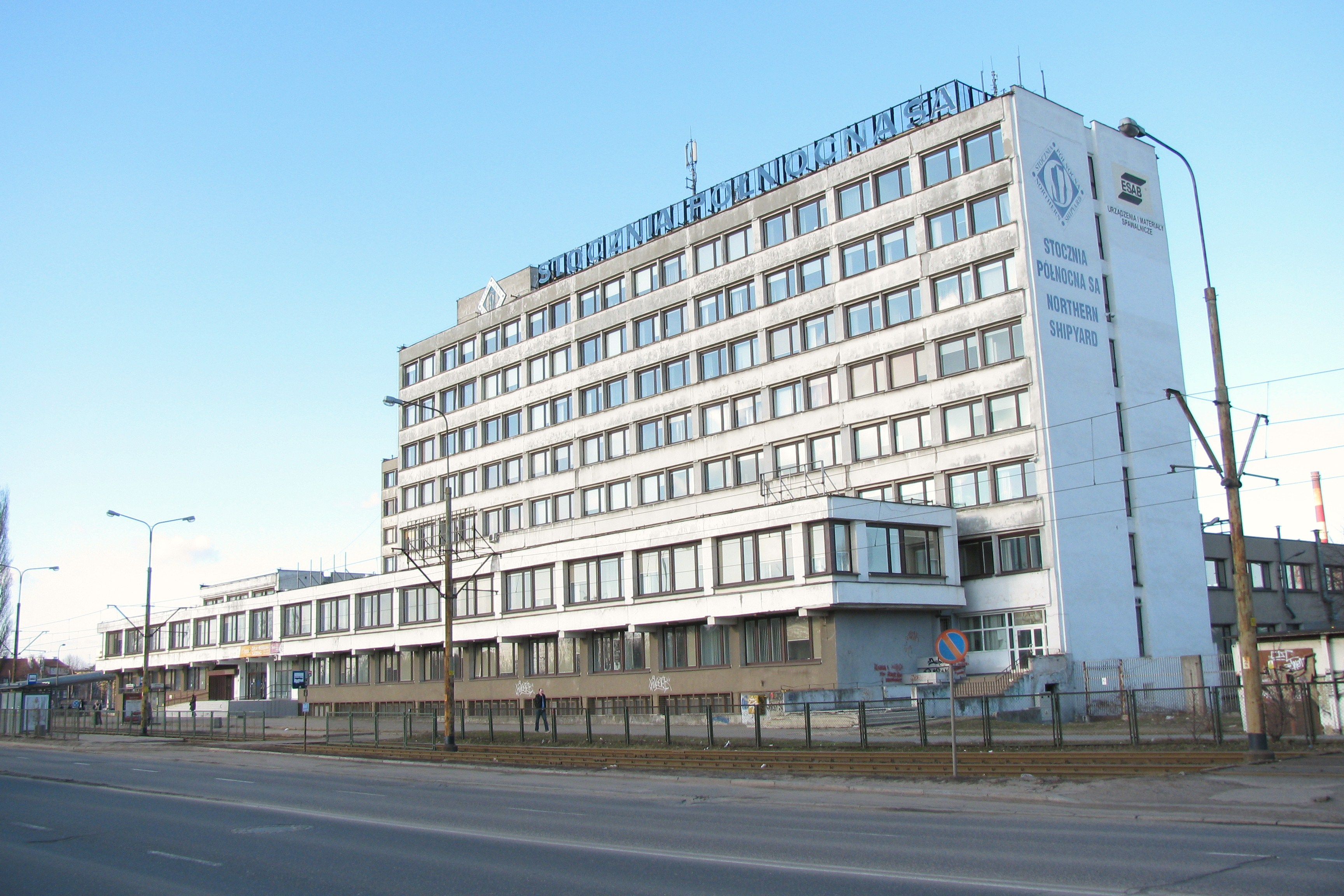
Stocznia Północna